# 섬네일
섬네일(thumbnail, 문화어: 생략도)은 사진의 축소판이며 사진을 탐색하면서 알아 보기 쉽게 만들어 주며 그림을 일반 문자열 색인과 같게 취급한다. 비스타 검색 엔진과 그림 관리 프로그램은 윈도우 XP, KDE, 그놈과 같은 현대 운영체제나 데스크톱 환경과 같이 이러한 방식을 보통 사용한다.
섬네일은 영화나 각종 안내에 대한 빠른 이해도와 색인을 도와주기도 한다.
자동 섬네일 기능은 더 큰 사진을 작은 크기로 바꾸어 주는 것이며 결과물이 섬네일의 품질을 말해 주지는 않는다.
웹 디자이너로서의 실력이 높지 않은 사람들은 큰 사진의 크기를 줄일 때 작은 크기(해상도)의 사진을 사용하지 않고 단순히 HTML 인코딩을 사용한다. HTML 인코딩은 그러한 사진의 크기를 실제로 줄여 주는 것이 아니라 크기를 조절해서 보여주는 것뿐이며 브라우저 크기 조절의 시각 품질은 기대했던 것보다 그리 좋지는 않다. 그렇기 때문에 HTML 인코딩을 사용하는 것보다는 직접 사진 크기를 별도의 프로그램을 사용하여 줄이는 것이 권장된다. 사진 크기를 직접 줄이는 것으로써 네트워크 트래픽 문제를 줄이고 사용자들의 웹 페이지 다운로드 시간을 줄일 수 있다.
윈도우 비스타에서의 섬네일 기능은 "창 미리보기" 또는 "축소판"으로 번역하고 있다. 실제로 윈도우 에어로를 사용하고 있는 동안 작업 표시줄의 프로그램을 마우스 커서로 가리키기만 해도 실제 크기의 창이 섬네일 처리되어 작은 크기로 보이게 된다.

## 섬네일 스케치

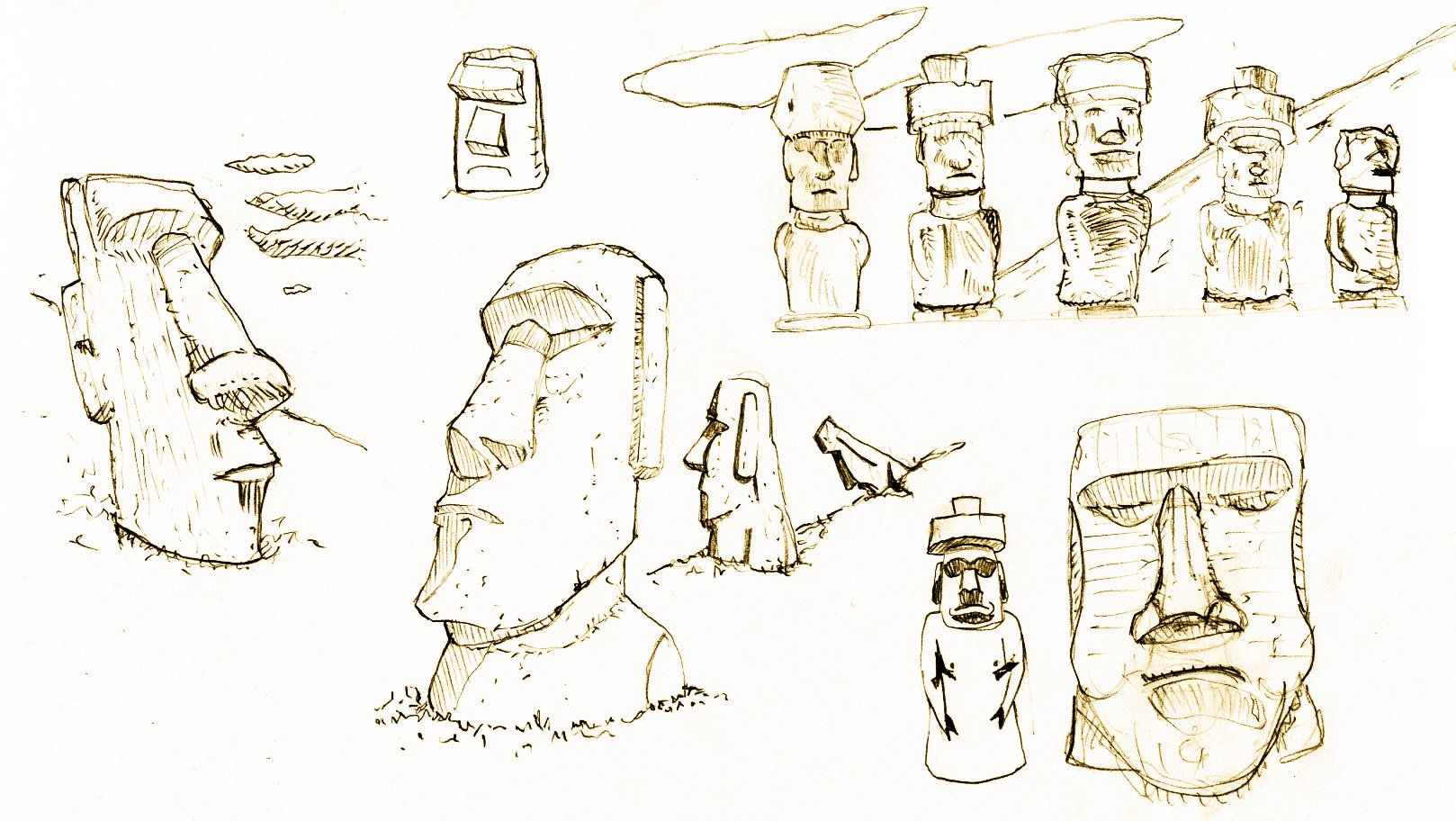
섬네일 스케치

미술 감독과 그래픽 디자이너는 종이에 작은 그림을 그리는 것을 서술하기 위해 "섬네일 스케치"(thumbnail sketch)라는 용어를 사용한다. 이로써 여러 가지 생각을 빠르게 짚어나갈 수 있다. 섬네일 스케치는 낙서와 비슷하지만 작은 스케치를 되도록 자세하게 그린다는 점에서 이와 다르다.
초기단계로 아이디어를 메모하는 정도의 의미를 갖는 스케치로 자료의 복사지나 메모지 위에 문장이나 작은 그림을 그려 자세히 아이디어를 기록하는 것이다.

## 같이 보기
- 그림
- 썸프린트